# 丁多里縣
丁多里縣（Dindori district）是印度中央邦的一個縣，位於該國中部，面積6,128平方公里，識字率為65.47%，人口在2001至2011年期間增長21.26%，2011年人口704,218，人口密度每平方公里115人。

## 外部連結
- Dindori District（页面存档备份，存于）
- List of places in Dindori

22°57′N 81°05′E / 22.950°N 81.083°E